# Uvaria chamae
Uvaria chamae là loài thực vật có hoa thuộc họ Na. Loài này được P.Beauv. miêu tả khoa học đầu tiên năm 1816.

## Hình ảnh

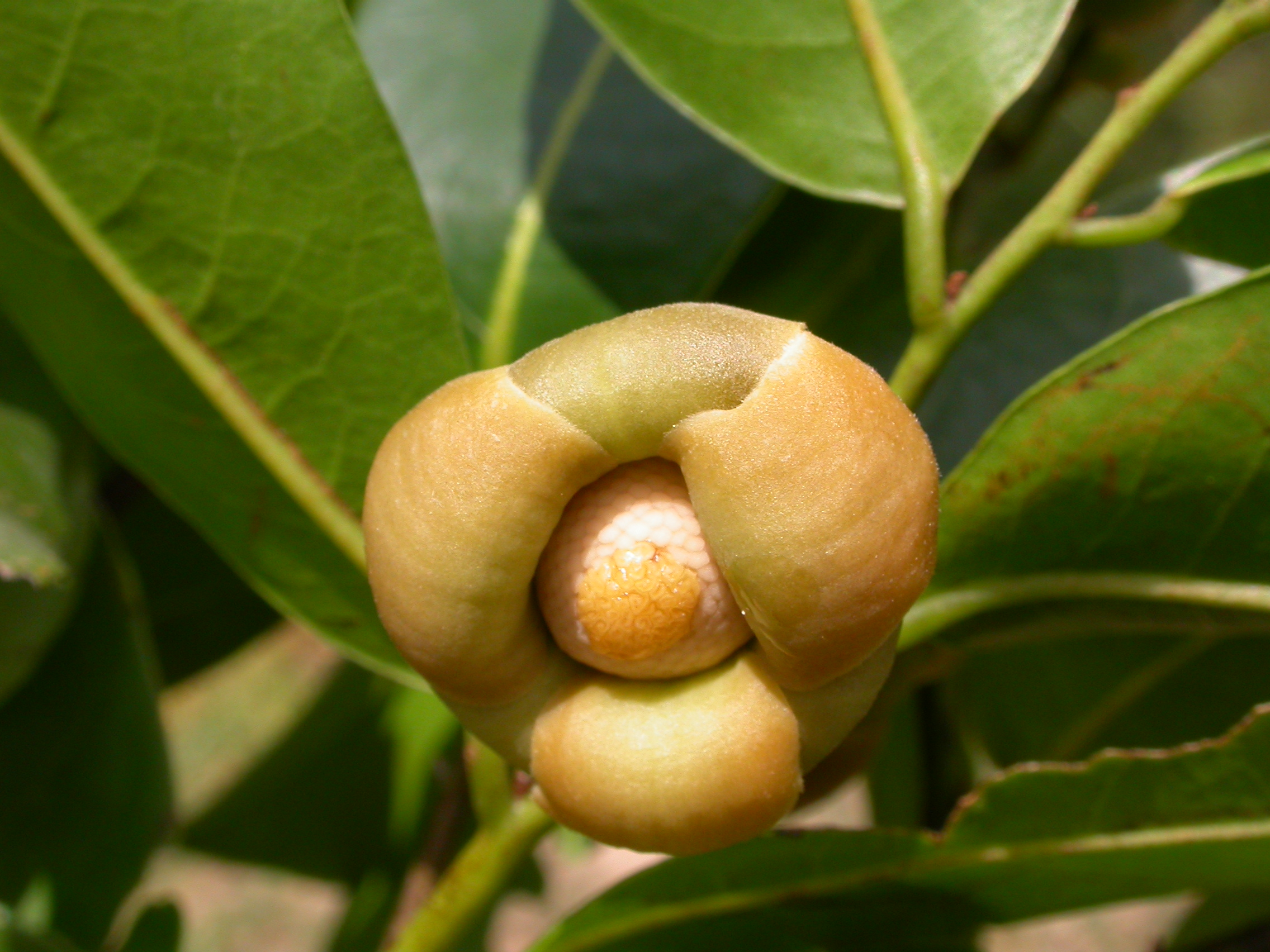